# Мишкино (Балтачевский район)
Мишкино (баш. Мишкә) — деревня в Балтачевском районе Республики Башкортостан Российской Федерации. Входит в состав Ялангачевского сельсовета.

## География

### Географическое положение
Расстояние до:
- районного центра (Старобалтачево): 32 км,
- центра сельсовета (Ялангачево): 2 км,
- ближайшей ж/д станции (Куеда): 100 км.

## Население
| 2002 | 2009 | 2010 |
| ---- | ---- | ---- |
| 385  | ↘372 | ↘326 |